# Reziproke Hemmung
Der Begriff der reziproken Hemmung wurde 1906 von dem Neurophysiologen Charles Scott Sherrington eingeführt. Er bezeichnet ursprünglich die Hemmung eines Spinalreflexes durch einen anderen Reflex (im Millisekundenbereich). Joseph Wolpe übertrug den Begriff 1954 auf komplexes und andauerndes Verhalten. 
In Tierversuchen mit Katzen beobachtete Wolpe, dass eine konditionierte Angstreaktion durch Nahrungsaufnahme gehemmt wurde. Er fütterte die Katzen in immer geringerer Entfernung von der Stelle, an der zuvor eine Furchtreaktion durch Elektroschocks konditioniert worden war. In einem Artikel mit dem Titel "Reciprocal Inhibition as the Main Basis of Psychotherapeutic Effects" formulierte er daraufhin 1954 folgendes Prinzip: "Wenn es gelingt, eine mit Angst unvereinbare Reaktion bei Anwesenheit eines angsterzeugenden Stimulus auftreten zu lassen, so dass es zu einer vollständigen oder teilweisen Unterdrückung der Angstreaktion kommt, wird die Verbindung zwischen dem Stimulus und der Angstreaktion abgeschwächt."
Bei Menschen sind nach Wolpe folgende Verhaltensweisen nicht mit einer Angstreaktion vereinbar: Sexuelle Reaktionen, selbstbehauptendes Verhalten und Entspannung. Er war der Meinung, dass das Entspannungsverfahren der progressiven Muskelrelaxation ähnliche neurophysiologische Wirkungen wie das Essen habe. 
Auf der Basis seiner Theorien entwickelte er die verhaltenstherapeutische Methode der Systematischen Desensibilisierung. 

## Kritik
Nachfolgende Untersuchungen stellten die reziproke Hemmung als alleiniges Wirkprinzip der Systematischen Desensibilisierung in Frage. Unter anderem konnte gezeigt werden, dass ein Angstabbau auch ohne vorherige Entspannung möglich ist. 